# Korsičané
Korsičané (korsicky a italsky Corsi, francouzsky Corses) jsou románsky mluvící etnikum, pocházející ze středomořského ostrova Korsika, územního celku Francie.
Korsika je politicky součástí Francie, ale Korsičané jsou blízce příbuzní Italům. Jako Korsičané v širším slova smyslu jsou označováni také všichni obyvatelé Korsiky bez ohledu na to, ke které etnické skupině patří, včetně mnoha bývalých alžírských Francouzů („Černé nohy“) a jejich potomků. Známými Korsičany byli nebo jsou Pascal Paoli, Carlo Andrea Pozzo di Borgo, Alizée, Laetitia Casta a Joseph Fesch. Francouzský císař Napoléon Bonaparte byl rovněž Korsičan.

## Původ a historie

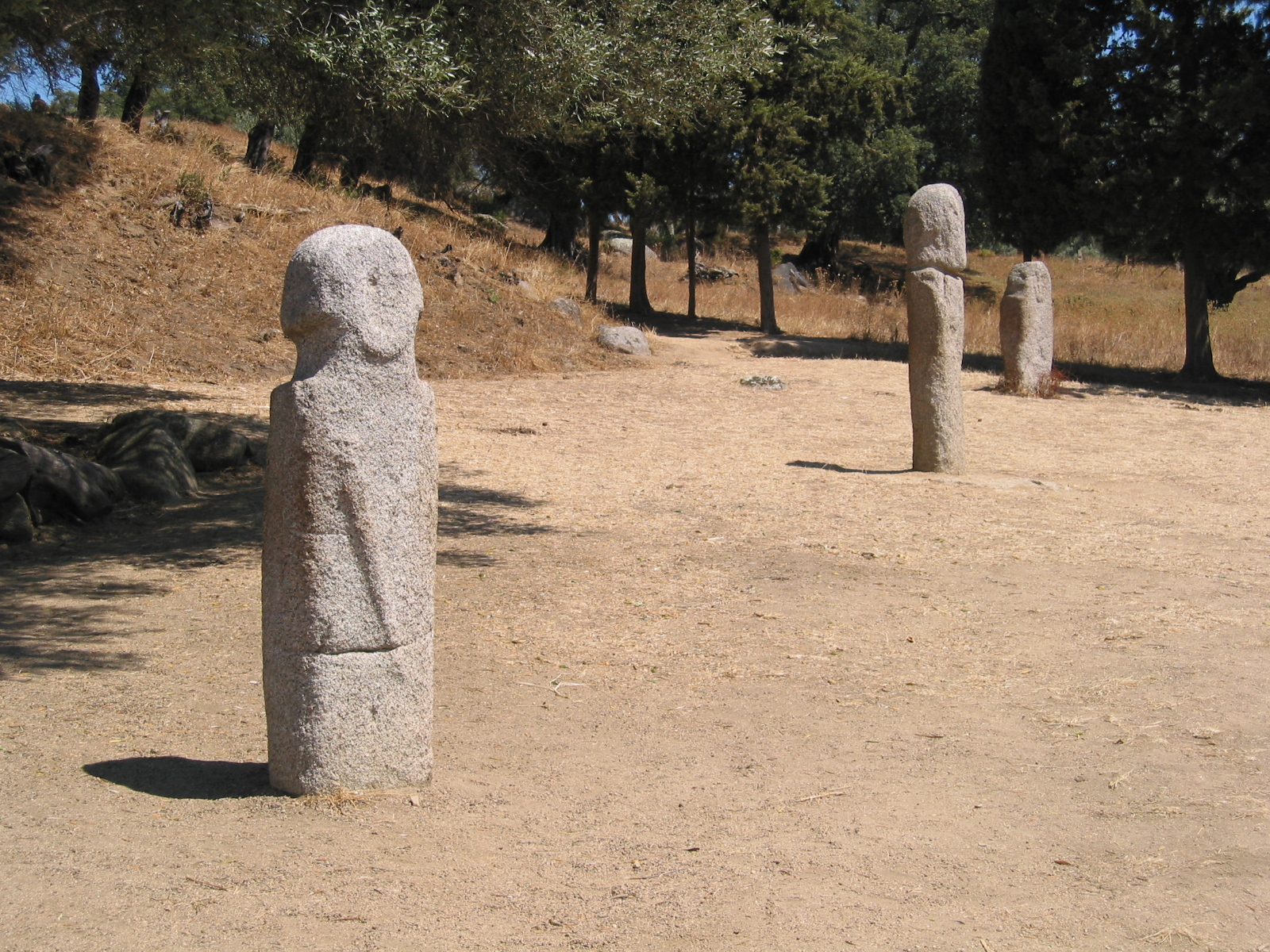
Filitosa, socha menhiru

Ostrov byl od mezolitu (Dame de Bonifacio) a neolitu osídlen lidmi, kteří sem přišli z Apeninského poloostrova, zejména z dnešních oblastí Toskánska a Ligurie. Od 4. tisíciletí př. n. l. se zde rozvíjela významná megalitická tradice. Na Korsiku, podobně jako na Sardinii, zasáhly v mladší době bronzové vlivy poladské kultury. Ve 2. tisíciletí př. n. l. na Korsice, zejména v její jižní části, vznikla civilizace Torrean, silně spjatá s nuragskou civilizací.

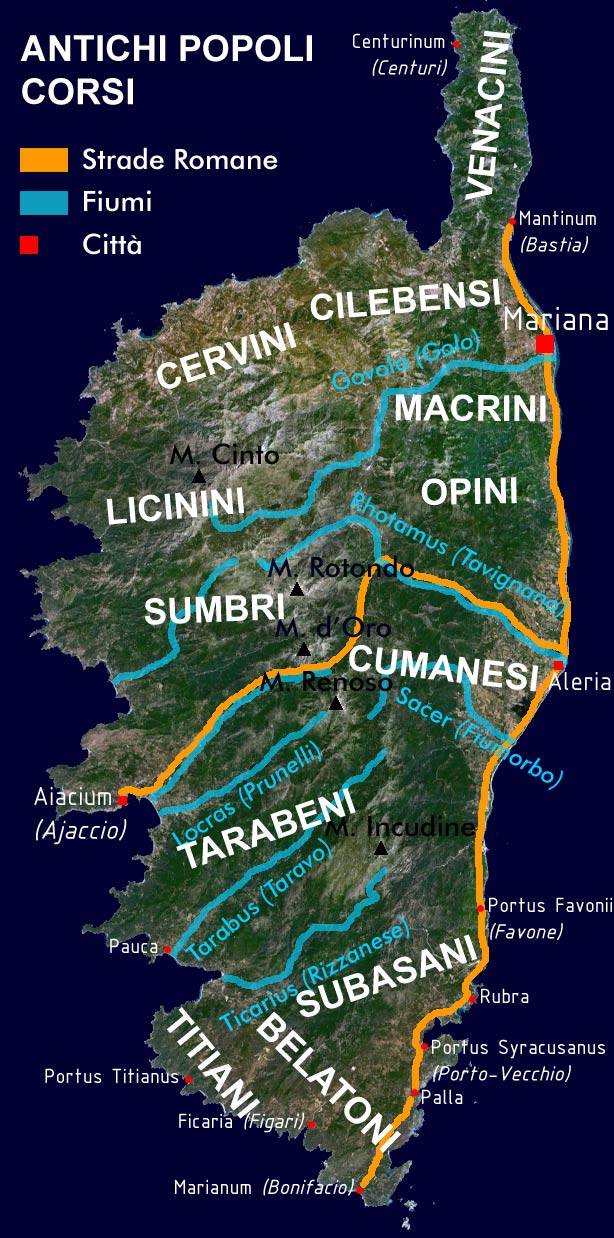
Starověké osídlení na Korsice

Moderní Korsičané jsou pojmenováni podle starověkého národa, který Latinové nazývali Corsi. Corsiové, kteří dali ostrovu své jméno, ve skutečnosti pocházeli ze severovýchodní části nuragské Sardinie (Gallura). Podle Ptolemaia vytvořily Corsi spojené kmeny, které žily na Korsice (konkrétně Belatoni, Cervini, Cilebenses neboli Cilibensi, Cumanenses neboli Cumanesi, Licinini, Macrini, Opini, Subasani, Sumbri, Tarabeni, Titiani a Venacini) a dále na severovýchodě Sardinie (Lestricones, Lestrigones nebo Lestriconi / Lestrigoni, Longonenses nebo Longonensi). Tito Korsičané sdíleli ostrov s Tibulaty, kteří sídlili na nejzazším severu Sardinie poblíž starověkého města Tibula.
K zodpovězení otázky původu lidu Corsi a jejich údajné příbuznosti s dnešními Korsičany je třeba ještě dalšího výzkumu. Podle některých badatelů se mohlo jednat o skupinu kmenů přidružených ke starověkým Ligurům, podobně jako Ilváti na sousedním ostrově Ilva (dnešní Elba v Itálii), a mohli mluvit starověkou ligurštinou. Etnický základ Korsičanů tvořily korsické kmeny nuragské a později torreské civilizace sardinského původu. Ve starověku se míchali a ovlivňovali od starých Korsičanů k Ligurům, Kartagincům, Etruskům, k prvním řeckým osadníkům a pak k dalším národům, například k Latinům. Na počátku našeho letopočtu prošla Korsika romanizací. Ve středověku se místní obyvatelstvo Korsiky smísilo s menšinou Řeků Byzantinců, germánských Ostrogótů , Franků a Lombarďanů. V 9. století byla Korsika dobyta Araby a muslimy ze Španělska a v 11. a 18. století ostrov ovládli Pisánci a Janovská republika. Domorodé obyvatelstvo dávalo přednost životu v centrální části ostrova, což přispívalo k relativnímu bezpečí a zabraňovalo jejich mísení s cizinci.
Strabón říká, že když římští kapitáni konali na Korsice nějaké pochůzky a odváželi do Říma velké množství otroků, hledělo se s obdivem na to, že všichni Korsičané jsou divoši a že jsou spíše zvířata než lidé: buď se totiž navzájem uštvali k smrti všemi pro ně možnými způsoby, nebo své pány tak rozčilovali svou netrpělivostí a nedostatkem důvtipu, že se zmínění páni zlobili, že do nich vložili své peníze, ačkoli je měli stát jen velmi málo.
Po několik století trpěli Korsičané nájezdy barbarů a mnoho zajatých Korsičanů se dostalo do otroctví v severní Africe. Někteří z těchto otroků konvertovali k islámu a stali se odpadlíky ve službách Osmanské říše, ti zase zajali další Korsičany. Mezi tyto renegáty patří Hasan Corso, Mami Corso a Murad I. Bej (rodným jménem Giacomo Senti), který založil korsickou dynastii Muradidů, jež vládla tuniskému regentství v letech 1613-1702.
Na konci středověku a na počátku renesance se Korsičané vyznamenali v boji v mnoha konfliktech, mnozí z nich pak byli žoldnéři (neboli kondo) a bojovali za někdy konkurenční království. Korsičané se zejména vyznamenali v bitvě u Lepanta po boku Svaté ligy proti Osmanské říši , jiní byli žoldnéři ve službách Francouzského království (včetně Sampiera Corsa, který sloužil také Neapolskému království a vrátil se do své rodné země s podporou Francie, Neapole a Osmanské říše, aby se postavil janovským okupantům).
Podle Pierra Davityho byli Korsičané na počátku 17. století většinou málo civilizovaní a nebyla v nich zdvořilost, kterou vidíme u Italů. Jsou „nesmírně krutí“ a dodnes si pro tento vzhled zachovávají to, co o nich řekl Caesar, nicméně jsou mezi nimi velmi dobří vojáci a stateční siláci. Navíc jsou tak mstiví, že Italové mají běžné přísloví, které říká, že Korsičanovi se nemá věřit ani živý, ani mrtvý, protože jakmile někoho zabijí, náhle se sejdou všichni jeho příbuzní, aby vraha zabili, pokud je to jen trochu možné.

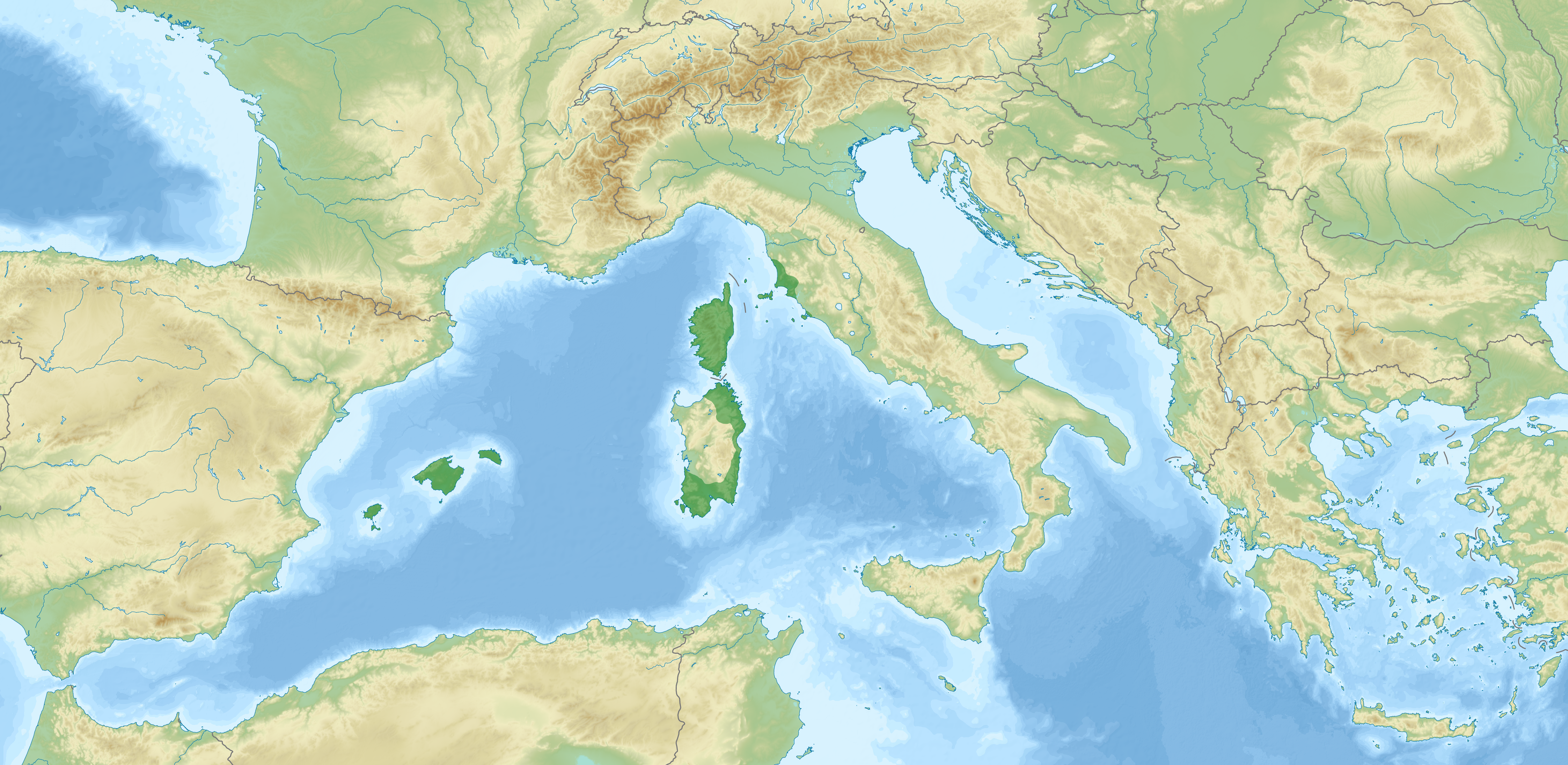
Územní rozšíření Pisánské republiky

To, že po staletích Korsiku ovládali a osídlovali Pisánci (od roku 1050 do roku 1295) a Janované (od roku 1295 do roku 1755, kdy se ostrov osvobodil od La Superby), se projevilo v tom, že asi 80 % současných korsických příjmení (Casanova, Luciani, Agostini, Colonna, Paoli, Bartoli, Rossi, Albertini, Filippi, Cesari atd.) se vyskytuje v Itálii, stejně jako v tom, že moderní korsická nářečí, zejména ta severní, jsou jazykově považována za součást toskánštiny. Protože ostrov byl do té doby historicky a kulturně spřízněn s italskou pevninou, italské obyvatelstvo ze severní a střední Itálie se významnou měrou podílelo na moderním korsickém původu.
V roce 1891 napsal Roland Bonaparte v knize Une excursion en Corse, že Korsičané obzvlášť nesnášejí nespravedlnost, a protože Janované, kteří ostrovu vládli 500 let, učinili z odmítání spravedlnosti princip vlády, došlo k tomu, že Korsičané byli nuceni vzít spravedlnost do svých rukou: proto ta vendeta.
V průběhu 19. století mnoho Korsičanů sympatizovalo s bonapartistickou doktrínou a francouzským nacionalismem, zatímco jiní Korsičané se účastnili francouzského politického a vojenského života.

## Obyvatelstvo na Korsice
| Obyvatelstvo Korsiky (sčítání 2019) | Obyvatelstvo Korsiky (sčítání 2019)                       | Obyvatelstvo Korsiky (sčítání 2019) | Obyvatelstvo Korsiky (sčítání 2019) | Obyvatelstvo Korsiky (sčítání 2019) |
| --- | --------------------------------------------------------- | ----------------------------------- | ----------------------------------- | ----------------------------------- |
| Místo narození obyvatel Korsiky |                                                           |                                     | procento obyvatel                   |                                     |
| Korsika | Korsika                                                   |                                     | 55,7 %                              | 55,7 %                              |
| kontinentální Francie | kontinentální Francie                                     |                                     | 29,9 %                              | 29,9 %                              |
| zámořská Francie | zámořská Francie                                          |                                     | 0,3 %                               | 0,3 %                               |
| narozený v cizině s francouzským občanstvím při narození¹ | narozený v cizině s francouzským občanstvím při narození¹ |                                     | 5,0 %                               | 5,0 %                               |
| imigrant² | imigrant²                                                 |                                     | 9,1 %                               | 9,1 %                               |
| Reference: ¹V podstatě Černé nohy, kteří přesídlili na Korsiku. ²Imigrant je podle francouzské definice osoba narozená v cizině, která při narození neměla francouzské občanství. |                                                           |                                     |                                     |                                     |

Na Korsice žije asi 356 000 obyvatel (odhad z ledna 2024). Podle sčítání lidu z roku 2019 se 55,7 % obyvatel Korsiky narodilo na ostrově, 29,9 % pocházelo z kontinentální Francie, 0,3 % ze zámořské Francie a 14,1 % se narodilo v cizině.
Většina zahraničních přistěhovalců na Korsice pochází z Maghrebu (zejména Maročané, kteří při sčítání v roce 2019 tvořili 29,0 % všech přistěhovalců na Korsice) a z jižní Evropy (zejména Portugalci a Italové, 23,9 %, resp. 12,5 % přistěhovalců na ostrově).

### Korsická diaspora
V 19. století a v první polovině 20. století byla na Korsice významná emigrace. Velké množství Korsičanů odcházelo z ostrova na francouzskou pevninu nebo do zahraničí. Během 19. století byly oblíbenými cíli migrantů francouzské kolonie a Jižní Amerika.
Poté, mezi 20. a 50. lety 20. století, se hlavní destinací stala francouzská pevnina, především Marseille, které je dnes považováno za „první korsické město světa“: ve městě žije přibližně 100 000 Korsičanů. Příčiny této emigrace byly různé; hlavním důvodem byla zejména bída (francouzské zákony o omezení vývozu, druhá průmyslová revoluce a zemědělská krize měly nepříznivý vliv na místní ekonomiku). Emigrace se později zvýšila v důsledku demografické zátěže způsobené první světovou válkou.

## Kultura

### Jazyky
Vedle francouzštiny (français), která je úředním jazykem v celé Francii, je druhým nejrozšířenějším jazykem na ostrově korsičtina (corsu). Jedná se o románský jazyk patřící k italsko-dalmatské větvi a příbuzný středověké toskánštině. Korsičtina byla dlouho místním jazykem vedle italštiny (italiano), která si na Korsice udržela úřední status až do roku 1859. Od té doby byla italština jako tradiční prestižní jazyk ostrova nahrazena francouzštinou v důsledku připojení ostrova k Francii v roce 1768. Během následujících dvou století se používání francouzštiny rozšířilo do té míry, že na konci druhé světové války v roce 1945 už měli všichni obyvatelé ostrova praktickou znalost francouzštiny. Ve dvacátém století došlo k rozsáhlému jazykovému posunu a obyvatelé ostrova změnili své jazykové zvyklosti do té míry, že v šedesátých letech 20. století již neexistoval žádný Korsičan mluvící pouze korsicky. Odhaduje se, že k roku 1990 ovládalo korsičtinu na určitém stupni 50 % ostrovanů a malá menšina, snad 10 %, používala korsičtinu jako mateřský jazyk. Stále méně lidí mluví také ligurským dialektem, místně zvaným bunifazzin, který byl dlouho jazykem Bonifacia, které je tak považováno za jazykový ostrov.
Gallureský dialekt je odrůda korsičtiny, kterou se mluví na krajním severu Sardinie, včetně oblasti Gallura a souostroví La Maddalena. Na souostroví Maddalena byl místní dialekt (nazývaný Isulanu, Maddaleninu, Maddalenino) přinesen pastevci z jihokorsických Alta Rocca a Sartène během přistěhovalectví v 17. až 18. století. Ačkoli byl ovlivněn galuřeštinou, zachoval si původní korsické rysy. Vyskytují se zde také četná slova janovského a ponzského původu.

### Počet mluvčích korsičtiny
V lednu 2007 se počet obyvatel ostrova odhadoval na 281 000, zatímco údaj ze sčítání lidu z března 1999, kdy byla provedena většina studií - i když ne lingvistické práce, na které se odkazuje tento článek -, byl přibližně 261 000 (viz Korsika). V obou těchto obdobích hovořil korsičtinou plynně jen zlomek obyvatelstva. Počet 341 000 mluvčích na ostrově z roku 2001, který uvádí Ethnologue, převyšuje obě sčítání lidu, a lze jej tedy považovat za sporný, stejně jako jeho odhad 402 000 mluvčích na celém světě.
Užívání korsičtiny oproti francouzštině klesá. V roce 1980 asi 70 % obyvatel „ovládalo korsičtinu do určité míry“, v roce 1990 z celkového počtu asi 254 000 obyvatel klesl tento podíl na 50 %, přičemž pouze 10 % ji používalo jako první jazyk. Zdálo se, že jazyk byl na vážném ústupu, načež francouzská vláda změnila svůj odmítavý postoj a zahájila poměrně razantní opatření na jeho záchranu. Zda budou tato opatření úspěšná, se teprve ukáže. Žádné aktuální statistiky o korsičtině nejsou k dispozici.
UNESCO klasifikuje korsičtinu jako potenciálně ohrožený jazyk, který „má sice velký počet dětských mluvčích“, ale „nemá oficiální nebo prestižní status“. V klasifikaci se neuvádí, že je jazyk v současnosti ohrožený, pouze že je potenciálně ohrožený. Anonymně vystupující Korsičané často jednají podle současného dlouhodobého sentimentu a přeškrtávají francouzské dopravní značky a píší přes ně korsické názvy. Korsický jazyk je klíčovým prvkem korsické kultury, která je obzvláště bohatá na přísloví a vícehlasé písně.

### Genetika
Genetický výzkum odhalil, že Korsičané jsou příbuzní s lidmi z francouzské Provence a s Italy z Toskánska, Ligurie, Kampánie, Sicílie a Lazia. Analýza genomu korsické populace z roku 2019 také odhalila úzkou genetickou příbuznost s populacemi severní a střední Itálie, přičemž se Sardinci sdílí pozoruhodný podíl předků, demografické procesy a podobnou izolaci. Analýza odhalila, že korsická populace sdílí několik genomických charakteristik se Sardinií a severní a střední Itálií, což vytváří jedinečnou směs genomických předků. Celkově bylo zjištěno, že korsické vzorky mají geneticky blíže k severoitalským a středoitalským populacím než k sousedním sardinským. Stejná studie odhaduje, že genom moderních Korsičanů pochází ze 33 % z anatolského neolitu, ze 34 % z evropského středního neolitu/eneolitu, z 19 % ze stepní starší a střední doby bronzové a ze 14 % z íránského neolitu.

## Významní Korsičané a Korsičanky
- Napoléon Bonaparte
- Alizée
- Pascal Paoli
- Carlo Andrea Pozzo di Borgo
- Laetitia Casta
- Joseph Fesch

## Korsičané ve fikci
- Korsičtí bratři, novela od Alexandra Dumase.
- Mateo Falcone, příběh od Prospera Mérimée.
- Mireille Bouquet, dcera mafiánské rodiny v anime seriálu Noir z roku 2001.
- Korsický spis, 2004
- Les Menteuses od Charlese Exbrayata